# Ocotea mollifolia
Ocotea mollifolia är en lagerväxtart som beskrevs av Mez & Pittier och Carl Christian Mez. Ocotea mollifolia ingår i släktet Ocotea och familjen lagerväxter. Inga underarter finns listade i Catalogue of Life.